# The Unexpected Guest (album)
| Recensione | Giudizio |
| ---------- | -------- |
| AllMusic   | [ 1 ]    |

The Unexpected Guest è il secondo album discografico del gruppo musicale di Heavy Metal britannico dei Demon, pubblicato dall'etichetta discografica nel 1982.

## Tracce

### LP
Lato A
Testi e musiche di Dave Hill e Mal Spooner.
1. Intro: An Observation / Don't Break the Circle – 6:09
2. The Spell – 3:38
3. Total Possession – 3:51
4. Sign of a Madman – 4:29
5. Victim of Fortune – 4:35

Lato B
Testi e musiche di Dave Hill e Mal Spooner.
1. Have We Been Here Before? – 4:39
2. Strange Institution – 4:53
3. The Grand Illusion – 3:40
4. Beyond the Gates – 4:15
5. Deliver Us from Evil – 4:34

### CD
Edizione CD del 2002, pubblicato dalla Space Out Music Records (SPMCD003)
Testi e musiche di Dave Hill e Mal Spooner.
1. An Observation – 1:24
2. Don't Break the Circle – 4:43
3. The Spell – 3:41
4. Total Possession – 3:51
5. Sign of a Madman – 4:31
6. Victim of Fortune – 4:41
7. Have We Been Here Before? – 4:40
8. Strange Institution – 4:47
9. The Grand Illusion – 3:43
10. Beyond the Gates of Hell – 4:19
11. Deliver Us from Evil – 4:37
12. Outro – 0:39
13. Don't Break the Circle – 4:53 – Traccia bonus - Remix 1988
14. Have We Been Here Before? – 4:48 – Traccia bonus - Out-Take
15. Victim of Fortune – 4:42 – Traccia bonus - Out-Take
16. Strange Institution – 5:37 – Traccia Bonus - Out-Take Mix

## Formazione
- Dave Hill - voce solista
- Mal Spooner - chitarra ritmica
- Les Hunt - chitarra solista
- Chris Ellis - basso
- John Wright - batteria

Musicista aggiunto
- Andy Richards - tastiere

Note aggiuntive
- Pete Hinton - produttore
- Registrazioni effettuate al Bray Studios
- Mixaggio effettuato al Bray Studios ed al Ramport Studios
- Stewart Eales e Will Reid Dick - ingegneri delle registrazioni[2]

## Classifica
Album
| Anno | Classifica            | Posizione raggiunta |
| ---- | --------------------- | ------------------- |
| 1982 | Official Albums Chart | 47                  |